# Saurieši (stacja kolejowa)
Saurieši (ros. Сауриеши) – stacja kolejowa w miejscowości Saurieši, w gminie Ropaži, na Łotwie. Położona jest na linii Ryga - Ērgļi.
Obecnie jest to stacja krańcowa linii - tor w stronę Ērgļi został rozebrany. Współcześnie nie jest używana w ruchu pasażerskim.

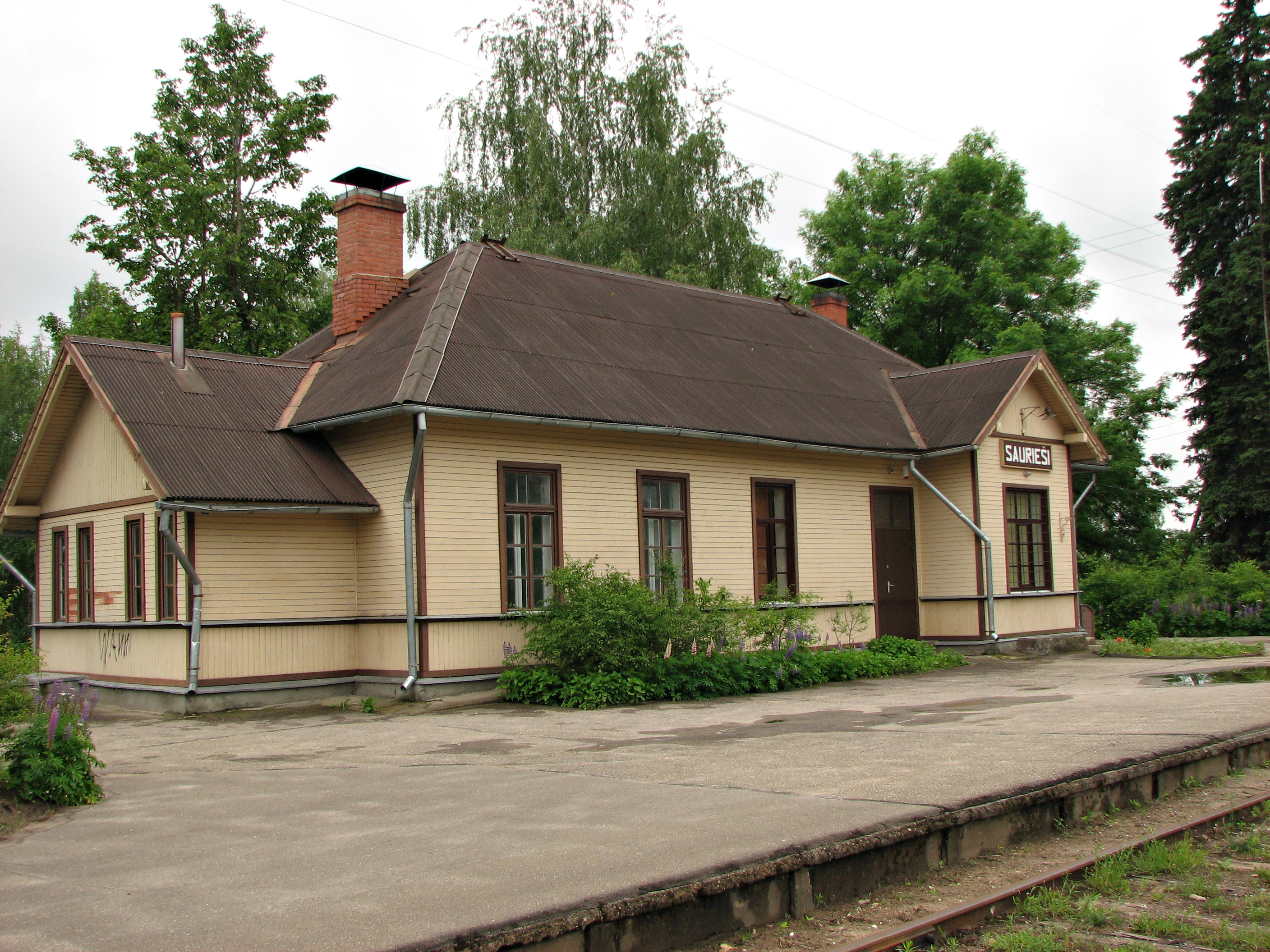
Budynek stacyjny
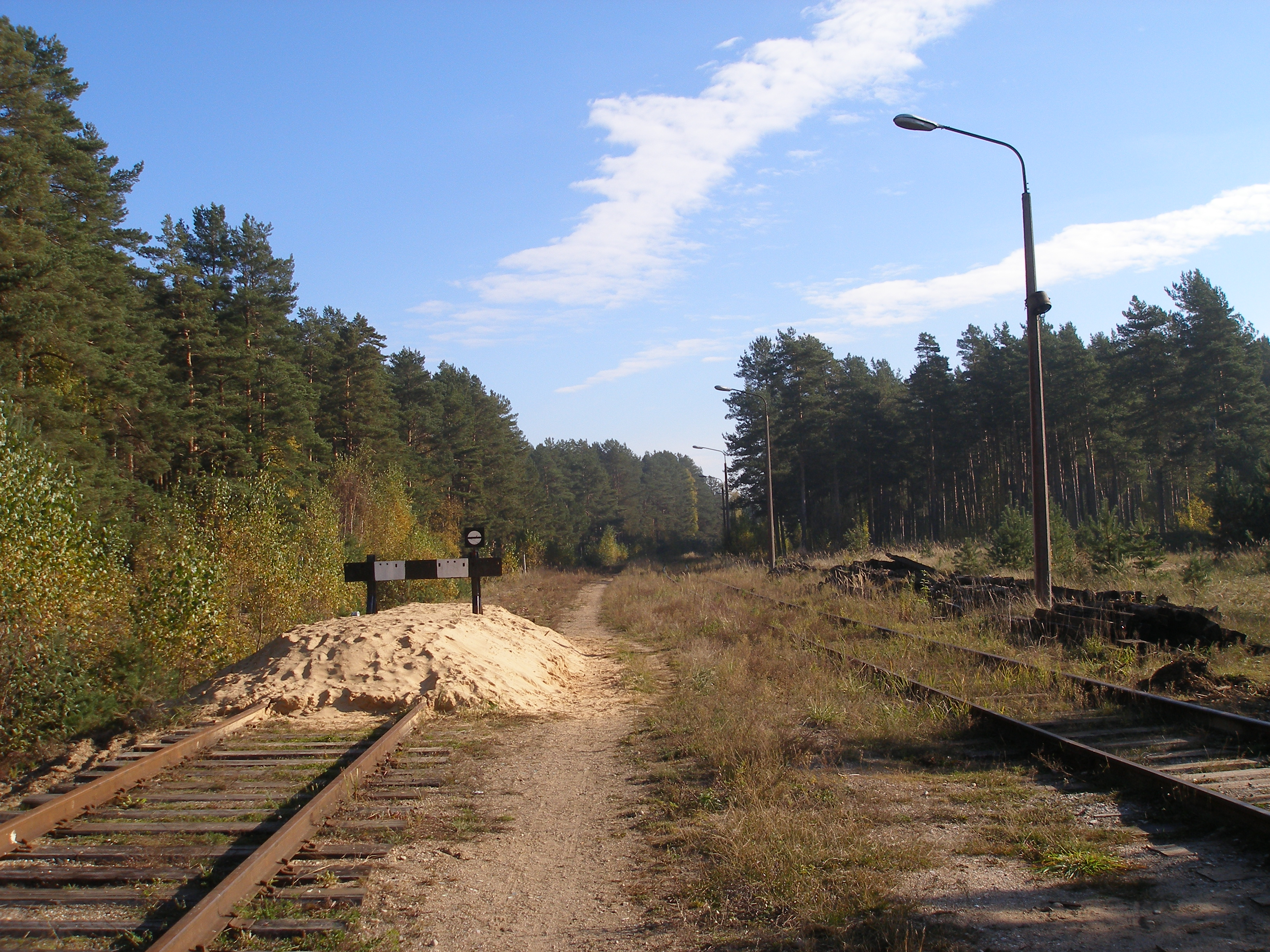
Linia w stronę Ērgļi z kozłem oporowym (L) i bocznica (P)